# Danmarks ambassade i Bangkok
Danmarks ambassade i Bangkok er Danmarks officielle repræsentation i Thailand. Ambassaden blev etableret i 1956 for at styrke de diplomatiske og økonomiske forbindelser mellem Danmark og Thailand.
Ambassadens primære opgaver omfatter at fremme politisk dialog, støtte danske virksomheder på det thailandske marked og yde konsulær bistand til danske borgere i Thailand. Derudover arbejder ambassaden for at styrke samarbejdet inden for områder som handel, kultur og uddannelse samt at understøtte bæredygtig udvikling og økonomisk vækst i Thailand. Ambassaden er også ansvarlig for Cambodja.

## Historie
Relationerne mellem Danmark og Thailand går over 400 år tilbage, hvor de første danske handelsskibe ankom til Siam. Gennem århundreder har danskere ydet forskellige bidrag til udviklingen af det moderne Thailand.